# Ký ức giả
Trong tâm lý học, ký ức giả hay ký ức sai lệch là hiện tượng khi một người có những ký ức về một điều gì đó chưa từng xảy ra hoặc hồi tưởng lại một sự việc theo cách thức hoàn toàn khác so với những gì thực sự xảy ra trong quá khứ.
Ký ức giả là một bộ phận cấu thành hội chứng ký ức giả (false memory syndrome).